# Förgyllt metallfly
Förgyllt metallfly (Lamprotes c-aureum) är en fjärilsart som först beskrevs av August Wilhelm Knoch 1781.  Förgyllt metallfly ingår i släktet Lamprotes och familjen nattflyn.

## Beskrivning
Framvingarna är spräckliga i olika gråa nyanser, med guldglänsande partier i ytter- och bakkanterna, medan bakvingarna är brunaktiga. Vingspannet är 33 till 35 mm. Larven är blekgrön med längsgående fläckstrimmor framtill och breda, mörkgröna tvärstrimmor baktill.

## Utbredning
Förgyllt metallfly förekommer från Finland och Baltikum över Danmark, Polen, Tyskland och Belgien till Frankrike. I öster når den, fragmenterat, via Ryssland och Sibirien till Kaukasien och Centralasien.

### Utbredning i Finland och Sverige
Enligt den finländska rödlistan är arten livskraftig i Finland. Den har tidigare varit klassificerad som nära hotad, men har ökat betydligt, speciellt längs sydkusten intill Finska viken. Enligt den svenska rödlistan är arten nationellt utdöd i Sverige. Arten har tidigare påträffats i Skåne och på Gotland.

## Ekologi
Artens livsmiljö är fuktiga skogar, dungar och översvämningsängar, gärna med näringsrik, sandblandad mulljord med förekomst av larvens värdväxter ängsruta, aklejruta och akleja. Larverna, som äter av värdväxternas blad, uppehåller sig på bladens undersida.